# Xantusia vigilis
Xantusia vigilis (пустельна нічна ящірка) — вид сцинкоподібних ящірок родини нічних ящірок (Xantusiidae). Мешкає в США і Мексиці.

## Опис
Довжина пустельної нічної ящірки (без врахування хвоста) становить 38-70 мм, довжина хвоста приблизно дорівнює довжині решти тіла. Самці дещо менші за самиць, мають більш міцний і широкий хвіст, а також ширші стегнові пори. Забарвлення переважно сіре, жовтувато-коричневе або оливкове, іноді поцятковане темними плямами. Попри свою назву, пустельні нічні ящірки активні як у присмерках, так і вдень. Відомо, що вони легко змінюють свій колір від світло-оливкового (зазвичай ввечері) до темно-коричневого протягом дня.

## Поширення та екологія
Пустельні нічні ящірки мешкають на сході та півдні Каліфорнії, на півдні Невади і Юти, на заході та півночі Нью-Мексико та на північному заході Сонори. Вони живуть в пустельних і напівпустельних місцевостях, зокрема в чапаралі, дубових рідколіссях та сосново-ялівцевих лісах, трапляються серед опалого листя, на стовбурах юк, агав і кактусів та в тріщинах серед скель. Живуть у великих групах. Швидко бігають та гарно лазять по скелях. Живляться термітами, дрібними комахами, павуками та іншими членистоногими. Яйцеживородні, народжують 2 дитинчати.